# 75. nordlige breddekreds
Den 75. nordlige breddekreds (eller 75 grader nordlig bredde) er en breddekreds, der ligger 75 grader nord for ækvator. Den løber gennem Atlanterhavet, Europa, Asien, Ishavet og Nordamerika.